# 인천동수중학교
인천동수중학교(仁川東樹中學校)는 대한민국 인천광역시 부평구 부평동에 있는 공립 중학교이다.

## 학교 연혁
- 1983년 12월 30일 : 부일여자중학교 설립인가(27학급)
- 1984년 3월 1일 : 제1대 염문찬 교장 취임
- 1987년 2월 13일 : 제1회 졸업식(졸업생 602명)
- 2003년 1월 5일 : 학교급식소 준공
- 2003년 12월 20일 : 본관 소강당 설치(4개교실 규모)
- 2004년 11월 20일 : 신관 완공(4층)
- 2005년 7월 14일 : 책사랑 도서관 개관
- 2005년 8월 31일 : 과학실 현대화 사업 완공
- 2009년 9월 1일 : 본관 대수선공사 완료
- 2012년 2월 28일 : 교과교실 구축 완료
- 2021년 2월 15일 : 달보드레실(미래교실) 구축
- 2021년 11월 16일 : 학교 숲(부일애뜰) 조성
- 2023년 8월 16일 : 부일여자중학교 남녀공학 전환 승인
- 2023년 9월 12일 : 2024학년도 인천동수중학교 교명 변경
- 2024년 1월 30일 : 제38회 졸업식(졸업생 83명, 누계 13,476명)
- 2024년 3월 1일 : 제13대 김경화 교장 취임
- 2024년 3월 4일 : 신입생 178명 입학

## 참고 자료
- 인천동수중학교 - 한국교육학술정보원 학교알리미